# Sweet Dreams (Beyoncé-Lied)
Sweet Dreams (dt. ‚Süße Träume‘) ist ein Song der US-amerikanischen R&B-Sängerin Beyoncé. Das Lied wurde von Knowles, James Scheffer, Wayne Wilkins und Rico Love für ihr drittes Studioalbum I Am… Sasha Fierce produziert. Sweet Dreams wurde am 2. Juni 2009 als sechste Single des Albums I Am… Sasha Fierce in den USA veröffentlicht. In Deutschland erschien der Song am 13. Juli 2009 als Download sowie am 31. Juli 2009 als Single-CD und war dort nach If I Were a Boy und Halo die dritte CD-Veröffentlichung des Albums.
Sweet Dreams ist ein Popsong mit elektronischen Einflüssen. Dies spiegelt sich vor allem in der Verwendung von Synthesizers, einem Keyboard sowie Snare drums wider. Dieser Elektromusik-Stil steht im Gegensatz zu Knowles sonst typischen R&B-Songs. Der Song erreichte Platz zehn der Billboard Hot 100, Platz eins in Neuseeland und Top-5 Platzierungen in Australien, Irland, der Slowakei, der Tschechischen Republik und dem Vereinigten Königreich. In Deutschland erreichte Sweet Dreams als beste Platzierung Platz acht in den deutschen Singlecharts.
Der Song war weiterhin für den Viewer’s Choice Award der BET Awards 2010 nominiert.

## Hintergrund
Ursprünglich hieß der Song Beautiful Nightmare und war eines der ersten Lieder, die für Knowles’ Album I Am… Sasha Fierce komponiert wurden. Knowles, die eigentlich das Eröffnungskonzert ihres Ehemannes Jay-Z in Miami besuchen wollte, war auf eine Aufnahme nicht vorbereitet. Als sie den Song hörte, war sie jedoch begeistert und nahm ihn innerhalb einer Stunde auf. Sweet Dreams befindet sich auf der Sasha Fierce CD ihres Doppelalbums I Am… Sasha Fierce, auf der Knowles ihr Alter Ego Sasha Fierce porträtiert, die sie selbst als ihre „sinnlichere, aggressivere, freimütigere und glamourösere Seite“ beschreibt.
Sweet Dreams wurde einen Tag nach der Aufnahme und 8 Monate vor der Veröffentlichung des Albums unter dem Originalnamen Beautiful Nightmare geleakt. Es war das erste Mal, dass ein Lied von Knowles geleakt wurde, bevor dieses als Lied eines zukünftigen Albums feststand. Sie antwortete auf den Leak auf ihrer offiziellen Website und dankte ihren Fans für die positive Resonanz auf den Song, bevor sie klarstellte, dass die Aufnahme unfertig ist, der Song noch in Ausführung befindlicher Arbeit ist und sie nicht die Absicht hat, in naher Zukunft weiteres Material zu veröffentlichen.

## Musikalisches und Inhalt
Sweet Dreams ist ein Elektropop-Song mit Rock-, R&B- und Funk-Musik-Einflüssen. Er ist in E-Moll geschrieben, besitzt einen Viervierteltakt und hat ein Tempo von 130 Schlägen pro Minute. Der Song wird im Wesentlichen von einem Keyboard angetrieben und beinhaltet ebenfalls Einsätze von Gitarren, Klavier, Synthesizer, Snare-Drums und Bass.
Der Text von Sweet Dreams handelt über eine weibliche Protagonistin, die einige Unsicherheiten bezüglicher ihrer neuen romantischen Beziehung hat. Sie ist verwirrt ob ihre Beziehung zu ihrem Partner ein „süßer Traum“ (englisch sweet dream) oder ein „wunderschöner Alptraum“ (englisch beautiful nightmare) ist. Der Song beginnt mit einer Basslinie die von Trommelschlägen, Trommelfills und Knowles Ausruf „Turn the lights on“ unterbrochen wird. Es folgt die erste Strophe. Der Refrain beginnt mit der Zeile „You can be a sweet dream or a beautiful nightmare / Either way, I don’t wanna wake up from you“. Knowles Stimmlage verlagert sich von tiefen Lagen während der Strophen zu hohen Lagen während des Refrains, ihr Gesang reicht vom tiefen D4 bis zum hohen F♯5.

## Veröffentlichung
Ursprünglich war es geplant, neben der nur in den Vereinigten Staaten veröffentlichten Single Ego, den Song Broken-Hearted Girl international zu veröffentlichen. Kurz vor Veröffentlichung entschied man sich jedoch, anstelle Broken-Hearted Girl Sweet Dreams zu veröffentlichen, da Knowles ein Uptempo-Lied, welches die Leute zum Tanzen bringt, als Sommerveröffentlichung wollte.
Sweet Dreams erschien am 2. Juni 2009 in den Vereinigten Staaten als insgesamt sechste Single des Albums I Am… Sasha Fierce neben der kurz zuvor veröffentlichten Single Ego. In Deutschland war der Song nach Single Ladies (Put a Ring on It), welche nur als Download erschienen ist, If I Were a Boy und Halo die insgesamt vierte veröffentlichte Single und dritte CD-Veröffentlichung des Albums.

## Rezeption

### Kritiken
Sweet Dreams wurde von den Kritikern gut aufgenommen, besonders der Electropop-Sound, der sich von Knowles früheren Werken abhebt, wurde gelobt. James Montgomery von MTV lobte auch Knowles Gesang und den ungewöhnlichen, abenteuerlichen Sound von Sweet Dreams. Joey Guerra von The Houston Chronicle und Gary Trust vom Billboard Magazin stimmten überein, dass der Song Knowles reinster Dance-Song und „eine unwiderstehliche Aufforderung zum Tanz“ sei.
Ryan Dombal von Pitchfork Media schrieb, dass sich Sweet Dreams wie ein Lied von Rihanna anhört. In Anlehnung an dieses Statement schrieb Nick Levine von Digital Spy, dass „der beste Song auf der Sasha Fierce CD ein düsterer Elektropop-Song namens Sweet Dreams ist, welcher tatsächlich wie der Cousin von Rihannas Disturbia klingt“. In einer Einzelrezension vergab Levine vier von fünf Sternen. Spence D. von IGN bemerkte, dass, auch wenn Sweet Dreams kein herausragender Song ist, er besser als andere Lieder des Albums, einschließlich Diva und Radio, ist. Ähnlich äußerte sich Vicki Lutas von BBC Music. Sie schrieb, dass, obwohl Sweet Dreams etwas fehlt, es zweifellos ein guter Song insgesamt ist. Sie fügte hinzu, dass Sweet Dreams Knowles bestes Lied seit Crazy in Love sei. Des Weiteren beschrieb Lutas Knowles Gesang als „schön und weich, dennoch stark und mächtig“.

### Preise
Sweet Dreams wurde in Kategorie Best Female Vocal der Music MP3 Awards 2009 ausgezeichnet. Der Song war außerdem als Best R&B/Urban Dance Track der 25. International Dance Music Awards sowie in der Kategorie Viewers Choice bei den BET Awards 2010 nominiert. Die American Society of Composers, Authors and Publishers zeichneten Sweet Dreams als einen der meistgespielten Songs des Jahres 2009 bei den 27. ASCAP Pop Music Awards aus.

## Kommerzieller Erfolg

### Chartplatzierungen

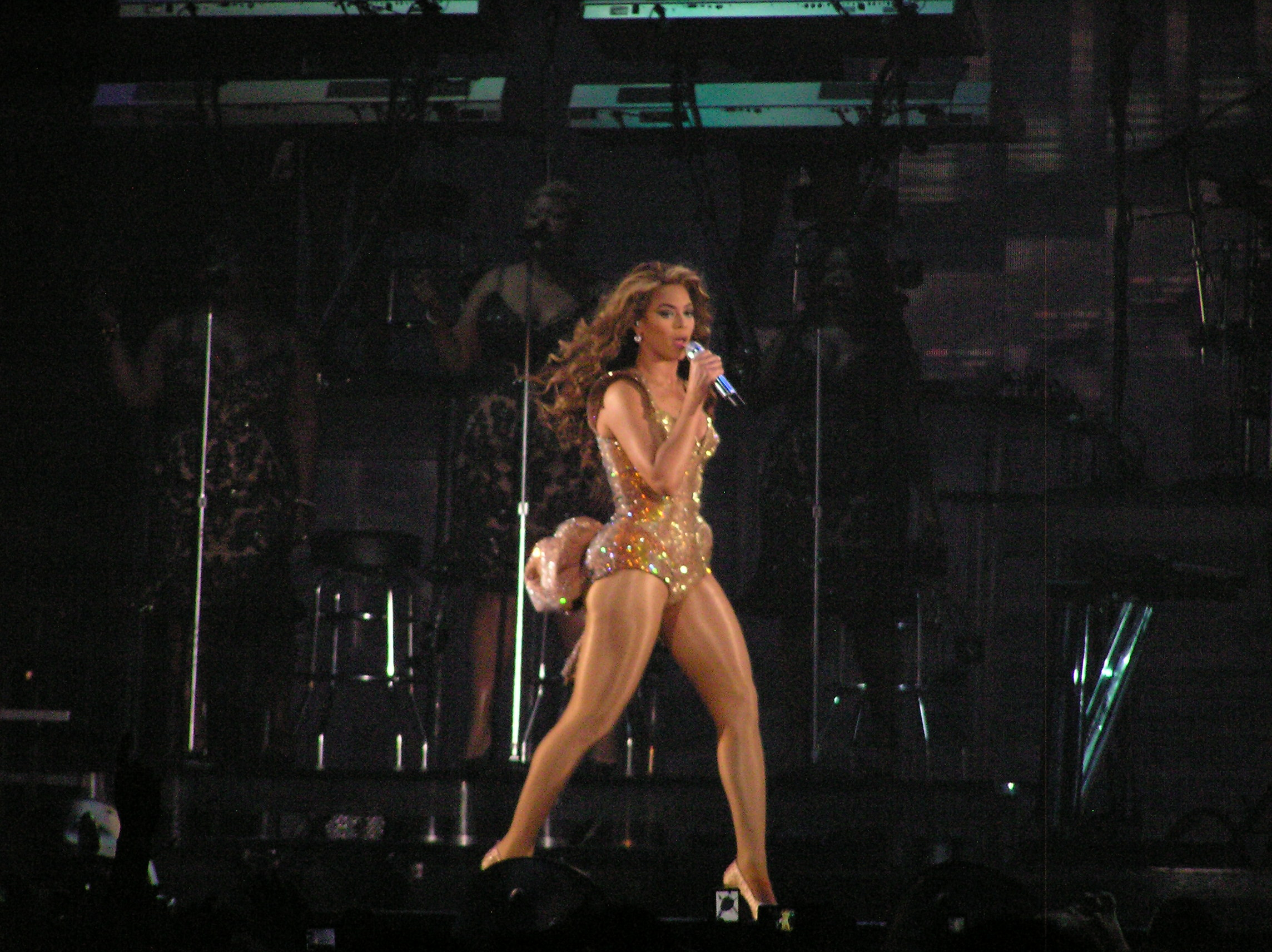
Knowles singt Sweet Dreams während ihrer I Am … Tour

Sweet Dreams stieg am 9. August 2009 auf Platz 72 in den Billboard Hot 100 ein. Die beste Platzierung in diesen Charts war Platz zehn, welcher sowohl am 7. November als auch am 21. November 2009 erreicht wurde und ist somit Knowles dreizehnter Top-10 Hit als Solokünstlerin in den Vereinigten Staaten. Knowles’ Song ist der dritte Song unter dem Namen Sweet Dreams der die Top-10 der Billboard Hot 100 erreichen konnte, die beiden anderen waren Sweet Dreams von Air Supply aus dem Jahr 1982 und Sweet Dreams (Are Made of This) von Eurythmics aus dem Jahre 1983.
In den britischen Singlecharts stieg der Song bis auf Platz fünf am 9. August 2009. Die erste Notierung von Sweet Dreams in den deutschen Singlecharts erfolgte am 14. August 2009. Eine Woche später erreichte er die beste Platzierung in Form von Platz acht. Insgesamt konnte der Song sich 4 Wochen in den Top-10 und 23 Wochen in den Top-100 der deutschen Charts halten.
| ChartsChartplatzierungen       | Höchstplatzierung | Wochen |
| ------------------------------ | ----------------- | ------ |
| Deutschland (GfK)              | 8 (23 Wo.)        | 23     |
| Österreich (Ö3)                | 17 (23 Wo.)       | 23     |
| Schweiz (IFPI)                 | 16 (29 Wo.)       | 29     |
| Vereinigte Staaten (Billboard) | 10 (29 Wo.)       | 29     |
| Vereinigtes Königreich (OCC)   | 5 (26 Wo.)        | 26     |

| ChartsJahrescharts (2009)      | Platzierung |
| ------------------------------ | ----------- |
| Deutschland (GfK)              | 40          |
| Österreich (Ö3)                | 64          |
| Schweiz (IFPI)                 | 90          |
| Vereinigte Staaten (Billboard) | 66          |
| Vereinigtes Königreich (OCC)   | 39          |

### Auszeichnungen für Musikverkäufe
| Land/Region                  | Auszeichnungen für Musikverkäufe (Land/Region, Auszeichnung, Verkäufe) | Verkäufe  |
| ---------------------------- | ---------------------------------------------------------------------- | --------- |
| Australien (ARIA)            | 4× Platin                                                              | 280.000   |
| Dänemark (IFPI)              | Gold                                                                   | 15.000    |
| Deutschland (BVMI)           | Gold                                                                   | 150.000   |
| Kanada (MC)                  | Platin                                                                 | 80.000    |
| Neuseeland (RMNZ)            | 2× Platin                                                              | 60.000    |
| Südkorea (KMCA)              | —                                                                      | 119.960   |
| Vereinigte Staaten (RIAA)    | 3× Platin                                                              | 3.000.000 |
| Vereinigtes Königreich (BPI) | Platin                                                                 | 600.000   |
| Insgesamt                    | 2× Gold · 11× Platin ·                                                 | 4.294.960 |

Hauptartikel: Beyoncé/Auszeichnungen für Musikverkäufe